# Poecilostictus cothurnatus
Poecilostictus cothurnatus là một loài tò vò trong họ Ichneumonidae.